# Albert Rueprecht

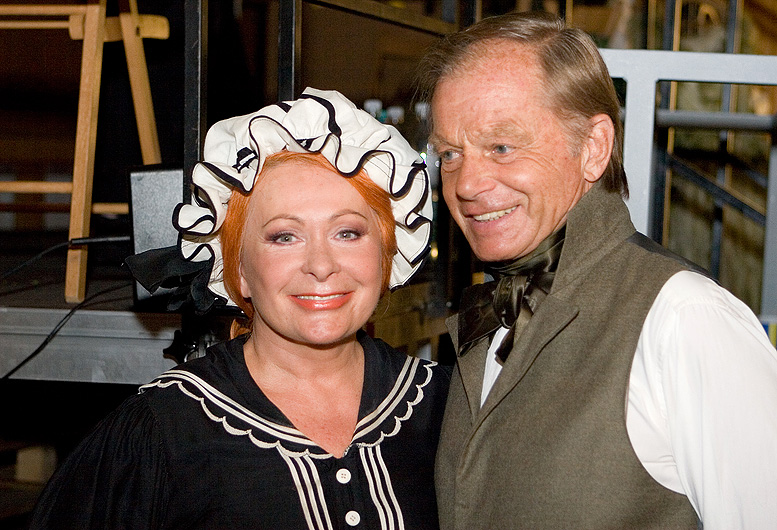
Albert Rueprecht und Brigitte Neumeister während einer Pause des Stückes Ein Wiener Sommernachtstraum im Wiener Lustspielhaus

Albert Rueprecht (* 24. Juli 1929 in Wien) ist ein österreichischer Schauspieler.

## Leben

### Ausbildung und Theater
Rueprecht nahm 1949 bis 1951 Schauspielunterricht bei Zdenko Kestranek, Helmuth Krauss und Eduard Wolters, Lehrer des Max-Reinhardt-Seminars in Wien. Seine ersten Engagements als Schauspieler hatte er am Theater der Courage und am Theater am Parkring. Am Wiener Volkstheater spielte er 1953 den Ferdinand in Kabale und Liebe. Nach Auftritten am Theater in der Josefstadt kam er 1954 zum Burgtheater. Dort spielte er unter anderen den Romeo in Romeo und Julia, Don Juan in Dame Kobold von Calderón de la Barca und Gottfried in Das Käthchen von Heilbronn.
1955 stand er schließlich bei der historischen Wiedereröffungsvorstellung am Burgtheater in König Ottokars Glück und Ende auf der Bühne. Fast zehn Jahre blieb er am Burgtheater im Engagement. Von 1958 bis 2004 war er Ensemblemitglied am Theater in der Josefstadt. Dort spielte er insgesamt über 80 Rollen.

### Film
Rueprecht wirkte ab 1953 oft in maßgeblicher Rolle in den Heimatfilmen der 1950er Jahre mit. Meist verkörperte er den grundguten jungen Mann, was ihm zu beträchtlicher Popularität verhalf. In Sissi – Schicksalsjahre einer Kaiserin übernahm er die Rolle des Erzherzogs Ferdinand Max. Insgesamt drehte Albert Rueprecht über 50 Spielfilme: Dort wo die Alpen glühen, Der Verschwender, Das Licht der Liebe mit Paula Wessely, Das Mädl im Böhmerwald, Im Prater blüh’n wieder die Bäume mit Johanna Matz. Nach dem Ende der Heimatfilmwelle erhielt Rueprecht nur noch kleine Rollen, darunter mehrmals in internationalen Produktionen. Er beteiligte sich an Fernsehserien und verstärkte seine Theaterarbeit, insbesondere am Theater in der Josefstadt.

### Repertoire
Sein Repertoire reichte vom jugendlichen Offizier über den gewandten Galan, vom bäuerlichen Liebhaber über den „eleganten Mann von Welt“ bis zum Kaiser.
Künstlerische „Abstecher“ in die Operette unternahm er mit Zarah Leander, Marika Rökk und Renate Holm als Partnerinnen. 2008 spielte er bei den Mörbischer Seefestspielen den Kaiser Franz Josef in der Operette Im weißen Rößl.
Viele Gastspiele, Tourneen und literarische Vortragsreisen führten ihn u. a. nach Deutschland, in die U.S.A. und nach China.

### Privates
Albert Rueprecht war u. a. mit den Schauspielerinnen Ellen Umlauf und Ann Millar (Elisabeth Rueprecht, geborene Millar; verstorben am 27. Juni 2010 in Wien-Hietzing) verheiratet.
Alexander Rueprecht ist sein Sohn aus der Ehe mit Ellen Umlauf.
Albert Rueprecht wurde auch mit dem Ehrenkreuz für Wissenschaft und Kunst I. Klasse, ausgezeichnet.

## Filmografie
- 1953: Der Bauernrebell
- 1953: Im Krug zum grünen Kranze (Die 5 Karnickel)
- 1954: Der Förster vom Silberwald (Echo der Berge)
- 1954: Wenn du noch eine Mutter hast (Das Licht der Liebe)
- 1954: Das sündige Dorf
- 1955: Die Sennerin von St. Kathrein
- 1955: Das Mädchen vom Pfarrhof
- 1955: Die Wirtin zur Goldenen Krone
- 1956: Bademeister Spargel
- 1956: Wo der Wildbach rauscht
- 1956: Dort oben, wo die Alpen glühen
- 1957: Die Zwillinge vom Zillertal
- 1957: Dort in der Wachau
- 1957: Der müde Theodor
- 1957: Sissi – Schicksalsjahre einer Kaiserin
- 1958: Das Dreimäderlhaus
- 1958: Der Sündenbock von Spatzenhausen
- 1958: Auch Männer sind keine Engel (Wiener Luft)
- 1958: Im Prater blüh’n wieder die Bäume
- 1958: Worüber man nicht spricht
- 1959: Laß mich am Sonntag nicht allein
- 1960: Himmel, Amor und Zwirn
- 1960: Nur wenige sind auserwählt (Song Without End)
- 1960: Verrat auf Befehl (The Counterfeit Traitor)
- 1961: Deutschland – deine Sternchen
- 1962: Der Vogelhändler
- 1965: Das Mädel aus dem Böhmerwald
- 1965: Radetzkymarsch (Fernseh-Zweiteiler)
- 1966: Katzenzungen (Theater-Fernsehaufzeichnung)
- 1968: Der nächste Herr, dieselbe Dame
- 1968: Die Tintenfische – Unterwasserdetektive greifen ein (Fernsehserie)
- 1969: Katzenzungen (Fernsehfilm)
- 1969: Liebelei (Theateraufzeichnung)
- 1970: Maximilian von Mexiko (Fernsehfilm)
- 1970: Frisch, fromm, fröhlich, frei
- 1970: Der Feldherrnhügel (Fernsehfilm)
- 1971: Der junge Baron Neuhaus (Fernsehfilm)
- 1971: Kill!
- 1973: Tatort: Frauenmord (Fernsehreihe)
- 1975: Der Graf von Monte Cristo (The Count of Monte-Cristo) (Fernsehfilm)
- 1976: Duett zu dritt
- 1977: Die Standarte
- 1979: Das Geheimnis der eisernen Maske (The 5th Musketeer)
- 1980: Ringstraßenpalais (Fernsehserie)
- 1980–1993: Die liebe Familie (Fernsehserie)
- 1983: Der Feuersturm (The Winds of War) (Fernsehserie)
- 1983: Wagner (Fernsehserie)
- 1988: War and Remembrance (Fernsehserie)
- 1990: Roda Roda (Fernsehserie)
- 1990: Wiener Blut (Fernsehserie Schwarz-Rot-Gold)
- 1992: Leas Hochzeit (Fernsehfilm)
- 1994: Saubere Aktien (Fernsehfilm)
- 1997: Ein Herz wird wieder jung
- 2001: Die Babydealer (Fernsehserie Kommissar Rex)

## Hörspiele (Auswahl)
- 1970: Oscar Wilde: Bunbury – Regie: Ferry Bauer (Hörspielbearbeitung – ORF Oberösterreich)
- 1979: William Somerset Maugham: Penelope (Dr. O'Farell) – Regie: Ferry Bauer (Hörspielbearbeitung – ORF Oberösterreich)

Quelle: Ö1-Hörspieldatenbank